# Alexander Petrov
Aleksandr Konstantinovich Petrov (em russo:  Александр Константинович Петров), também Alexander ou Alexandre (Oblast de Iaroslavl, 17 de julho de 1957) é um diretor de animação russo.
E um dublador russo.

## Estilo artístico
Petrov tem um estilo característico do final dos anos 80, o qual pode ser caracterizado como um tipo de Realismo romântico. As pessoas, os animais e as paisagens são pintados e animados de uma forma muito realista, embora haja muitos pontos em seus filmes onde Petrov tente retratar os pensamentos e sonhos dos personagens. Em The Old Man and the Sea, por exemplo, o pescador sonha que ele e o peixe-espada são irmãos e que nadam através do mar e do céu. Em My Love, Petrov representa a doença do personagem principal mostrando-o sendo enterrado debaixo da neve recém-caída durante a noite.
Na criação, Petrov utiliza de uma técnica artesanal para obter seus desenhos: a pintura sobre o vidro. Ele usa os próprios dedos como pincel e faz quase um quadro para cada frame de filme.